# The Levitants
Levitants son un grupo de rock alternativo formado en Valladolid en 2011 con influencias de post-punk, garage y after-punk.
El proyecto está capitaneado por Sergio Isabel, compositor, vocalista y guitarra. ￼
En sus tres primeros discos: "Gravity for the Masses"(autoeditado y descatalogado, 2013), "Coimbra" (Bazar Records, 2016) y "Enola" (Subterfuge Records, 2019) el idioma principal fue el inglés. Desde 2022 sus canciones son en castellano.

## Discografía
El grupo ha publicado cuatro discos:
- Gravity for the Masas (2013), grabado en los Dobro Estudios (Valladolid) y producido por Javier Vielba.[2]
- Coimbra (2016), grabado en los estudios La Leñera (Valladolid).
- Enola (2018), grabado en los Dobro Estudios de Valladolid, producido por Javier Nieto, y editado el 2019 a Subterfuge Records.[3]
- Futuro inmediato (2023), EP de 7 canciones producido por Carlos Hernández Nombela.